# 제논-133
제논-133(영어: Xenon-133)은 제논의 동위원소이다. 핵분열시에 발생하는 주요한 원소이다. 또한 제논-133의 반감기는 5일이다.
1986년 4월 26일 발생한 체르노빌 원자력 발전소 사고에서 아이오딘-131 1,760,000 TBq, 세슘-137 79,500 TBq, 제논-133 6,500,000 TBq, 스트론튬-90 80,000 TBq, 플루토늄 6100 TBq, 그밖에 10여가지 방사능 물질이 유출되었다.
반감기가 9시간인 제논-135도 핵분열시에 발생하는 주요한 방사성 동위원소다. 핵실험 탐지등에는 반감기가 짧을 수록 증명력이 높기 때문에, 제논-135 검출을 증거로 핵실험 여부를 확인한다.

## 같이 보기
- 제논-135